# Emilie de Ravin
Emilie de Ravin (Mount Eliza, 1981. december 27. –) ausztrál színésznő.
Leginkább televíziós sorozatokból ismert. Fontosabb szerepe volt a Roswellben, majd az ABC Lost – Eltűntek című drámasorozatában Claire Littletont alakította. 2012 és 2018 között az ABC Egyszer volt, hol nem volt című fantasysorozatában A szépség és a szörnyeteg Belle-jét formálta meg.

## Fiatalkora és tanulmányai

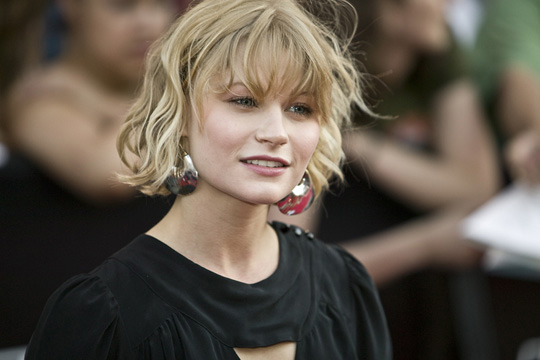
A 2007-es MuchMusic Video Awards rendezvényen

A Victoria állambeli Melbourne egy déli külvárosában, Mont Elizában született. Két nővére van, akik jóval idősebbek nála. 9 éves korától tanult balettet, 15 évesen bejutott az elit Australian Ballet School intézmény hároméves képzésére.
Az első év után a színészet iránt kezdett érdeklődni és a Sydneyben működő National Institute of Dramatic Art hallgatója lett. 1998-ban Los Angelesbe is eljutott, ahol tovább mélyítette színésztudását.

## Pályafutása
Elsőként A vadak ura című televíziós sorozatban tűnt fel, melyben visszatérő szereplőként egy démont alakított. Ezután visszatért Los Angelesbe, ahol nemsokára felajánlották neki a Roswell Tess Hardingjának szerepét. 2000 áprilisától játszotta a földönkívüli Tesst, bár a rajongók eleinte nem fogadták jól az új szereplőt.
2004-ben megkapta leghíresebb szerepét: a Lost – Eltűntek című drámasorozatban formálhatta meg Claire Littletont. Az első négy évadban, majd az utolsó, 6. évadban volt a Lost állandó szereplője.
2005-ben szerezte meg első filmszerepét, a Beépülve című neo-noir filmben tűnt fel Joseph Gordon-Levitt karakterének heroinfüggő barátnőjeként. 2006-ban egy horrorfilmes remake-ben, a Sziklák szeme című filmben játszott. Ezt követték a A tökéletes csapat (2009), a Közellenségek (2009) és az Emlékezz rám (2010) című filmek.
2012-től A szépség és a szörnyeteg Belle-jét, azaz a Szépséget alakította az Egyszer volt, hol nem volt című sorozatban. Először vendégszereplőként volt látható, majd a 2. évadtól állandó szereplővé léptették elő.

## Magánélete
2005. január 1-jén Josh Janowicz eljegyezte őt, amikor vendégségben volt de Ravin családjánál. 2006. június 19-én házasodtak össze Melbourne-ben, 2014-ben elváltak. Ravin 2014-ben megismerkedett az amerikai író-rendező Eric Bilitch-csel, aki 2016-ban eljegyezte. Három gyermekük született: két lány (2016, 2023) és egy fiú (2018).[forrás?]

## Filmográfia

### Film
| Év   | Magyar cím                 | Eredeti cím             | Szerep               | Magyar hang         |
| ---- | -------------------------- | ----------------------- | -------------------- | ------------------- |
| 2005 | Beépülve                   | Brick                   | Emily                |                     |
| 2005 | Véres karácsony            | Santa's Slay            | Mary "Mac" Mackenzie | Nemes Takách Kata   |
| 2006 | Sziklák szeme              | The Hills Have Eyes     | Brenda Carter        | Solecki Janka       |
| 2008 |                            | Ball Don't Lie          | Baby                 |                     |
| 2009 | A tökéletes csapat         | The Perfect Game        | Frankie Stevens      | Kovács Patrícia     |
| 2009 | Közellenségek              | Public Enemies          | Barbara Patzke       |                     |
| 2010 | Emlékezz rám               | Remember Me             | Ally Craig           | Vadász Bea          |
| 2010 | A kaméleon                 | The Chameleon           | Kathy Jansen         |                     |
| 2010 | Végjáték                   | Operation: Endgame      | főpapnő              | Kiss Virág Magdolna |
| 2012 | Szerelem és egyéb gondok   | Love and Other Troubles | Sara                 |                     |
| 2015 | A tenger alatt járó kölyök | The Submarine Kid       | Alice                |                     |

### Televízió
| Év        | Magyar cím                          | Eredeti cím           | Szerep                  | Megjegyzések                                                                    |
| --------- | ----------------------------------- | --------------------- | ----------------------- | ------------------------------------------------------------------------------- |
| 1999–2000 | A vadak ura                         | BeastMaster           | Curupira démon          | 8 epizód (1-2. évad)                                                            |
| 2000–2002 | Roswell                             | Roswell               | Tess Harding            | 28 epizód                                                                       |
| 2002      | Carrie                              | Carrie                | Chris Hargensen         | - tévéfilm - magyar hangja: - Vadász Bea                                        |
| 2003      | NCIS                                | NCIS                  | Nancy                   | 1 epizód                                                                        |
| 2003–2004 | FBI ügynökök bevetésen              | The Handler           | Gina                    | 2 epizód                                                                        |
| 2004–2010 | Lost – Eltűntek                     | Lost                  | Claire Littleton        | - főszereplő (1-4., 6. évad) - 97 epizód - magyar hangja: - Kiss Virág Magdolna |
| 2004      | CSI: Miami helyszínelők             | CSI: Miami            | Venus Robinson          | 1 epizód                                                                        |
| 2009      | Nora Roberts: Délidő                | High Noon             | Phoebe McNamara hadnagy | - tévéfilm - magyar hangja: - Botos Éva                                         |
| 2012      |                                     | Americana             | Francesca Soulter       | eladatlan próbaepizód                                                           |
| 2012–2018 | Egyszer volt, hol nem volt          | Once Upon a Time      | Belle                   | 117 epizód                                                                      |
| 2013      |                                     | Hollywood Game Night  | önmaga                  | 1 epizód                                                                        |
| 2013      | Az elnök különgépe: Halálos játszma | Air Force One Is Down | Francesca Romero        | minisorozat (2 epizód)                                                          |
| 2019      |                                     | Scorned               | Brooke                  | tévéfilm                                                                        |
| 2022      |                                     | True Colours          | Liz Hindmarsh           | 1 epizód                                                                        |

## Fordítás
- Ez a szócikk részben vagy egészben  az   Emilie de Ravin című angol Wikipédia-szócikk fordításán alapul.  Az eredeti cikk szerkesztőit annak laptörténete sorolja fel. Ez a jelzés csupán a megfogalmazás eredetét és a szerzői jogokat jelzi, nem szolgál a cikkben szereplő információk forrásmegjelöléseként.